# توتانا
بلدية توتانا (بالإسبانية: Totana) هي بلدية تقع في منطقة مرسية جنوب شرق إسبانيا.

## الديموغرافيا
بلغ عدد سكان بلدية توتانا 29.211 نسمة عام 2011 (وفقاً للمعهد الوطني الإسباني للإحصاء).
| 21.441 | 21.973 | 25.332 | 27.714 | 28.742 | 29.211 | 29.961 |

## أعلام
- باربرا ري
- تشيندو